# Långtjärnet (Laxarby socken, Dalsland, 656360-130624)
Långtjärnet är en sjö i Bengtsfors kommun i Dalsland och ingår i Göta älvs huvudavrinningsområde.